# Westfälische Meile
Eine Westfälische Meile (früher Westphälische Meile) entsprach:
- 6.000 Geometrischen Schritten[1]
- 34.263 Französischen Fuß[1]
- 35.463 Rheinländischen Fuß[1]
- 10.044 Metern[2]